# Terza battaglia di Luçon
La terza battaglia di Luçon è stata una battaglia della prima guerra di Vandea, combattuta tra l'esercito repubblicano del generale Augustin Tuncq e l'esercito cattolico e reale di Maurice d'Elbée, il 14 agosto 1793 a Luçon.

## La battaglia
Alla locanda del Bon Pasteur a Sainte-Hermine si riunirono i generali vandeani per preparate il piano attacco alla città di Luçon.
Il 14 agosto, alle cinque del mattino, i vandeani si presentano alle porte della città. Maurice d'Elbée, Charles de Royrand e Henri de La Rochejaquelein occupavano il lato sinistro, Louis Marie de Lescure e Bernard de Marigny il centro, François Charette e Joly il lato destro. Il piano d'attacco che adottarono era stato ideato da Lescure e prevedeva di lanciare molti attacchi a vari livelli. Augustin Tuncq spiegò le sue truppe nella pianura a nord della città, benché molto inferiore in numero tentò di far credere ai vandeani che aveva ancora meno uomini, il terreno infatti gli permise di nascondere la sua artiglieria al centro dietro un battaglione, e altri soldati li fece stendere al suolo.
Di fronte alla carica dei vandeani, la fanteria repubblicana aprì il fuoco, quindi ripiegò sulla città. L'artiglieria repubblicana uscì allo scoperto e aprì il fuoco a sua volta, causando grandi perdite rallentando l'avanzata vandeana. Ma Charette scampato ai tiri dei cannoni, avanzò molto più rapidamente del resto dell'armata mentre la cavalleria di Talmont rimase con l'artiglieria di Marigny. D'Elbée si spostò al centro con lo scopo di sostenere Royrand mentre La Rochejaquelein si era smarrito, una grande confusione ed una mancanza di coordinamento regnavano nelle file vandeane.
Tuncq lanciò allora il contrattacco, trascurò Charette ed attaccò il centro. I vandeani cedettero al panico, inseguiti dalla cavalleria repubblicana. Charette che si trovava isolato, fu costretto a battere in ritirata per non trovarsi a combattere contro tutte le forze repubblicane da solo.
I vandeani ripiegarono a Chantonnay lasciando 3 000 morti sul campo, mentre Tuncq, che era riuscito a respingere i vandeani per la seconda volta a Luçon, venne promosso generale di divisione.